# Блюдцевик
Блюдцеви́к, или дисцио́тис ( Disciotis) — род сумчатых грибов семейства Сморчковые. Грибы этого рода относятся к съедобным или условно-съедобным.
К роду принадлежат относительно крупные грибы (от 2—5 до 15 см в диаметре) с плодовыми телами (апотециями) блюдцевидной, чашевидной или распростёртой формы, с морщинистой внутренней поверхностью и короткой, толстой, складчатой ножкой.
К нему принадлежат следующие виды:
- Disciotis venosa (Pers.) Arnould, 1893 — Блюдцевик жилковатый
- Disciotis ferruginascens Boud.
- Disciotis maturescens Boud., 1891
- Disciotis rufescens R. Heim, 1934[1]